# Nelia vesagus
Nelia vesagus är en fjärilsart som beskrevs av Doubleday 1849. Nelia vesagus ingår i släktet Nelia och familjen praktfjärilar. Inga underarter finns listade i Catalogue of Life.